# キャンベラ・スタジアム
キャンベラ・スタジアム（英: Canberra Stadium）は、オーストラリアの首都キャンベラにある球技場。保険会社のGIOが命名権を取得しており、一般的にGIOスタジアム・キャンベラ（GIO Stadium Canberra）もしくはGIOスタジアムと呼ばれている。
1977年に開設。パシフィックカンファレンスゲームズ開催を目的に作られた。1985年には陸上W杯が開催。1990年からはラグビーリーグやサッカー、野球の試合会場としても使用されている。2000年にはシドニーオリンピックサッカー競技のグループ・リーグ、2003年にはラグビーW杯のプール戦の会場となった。

## アクセス
ACTIONが運営する路線バスで、平日は7番、土日は980番のバス。試合開催日は、主要バス・ステーションからシャトルバスが運行されている。